# Parc de Sautour
Le parc de Sautour (appelé également parc du moulin de Sautour) est un jardin public situé aux Mureaux dans les Yvelines, à l'entrée sud de la ville, près de la bretelle de l'autoroute A13 (autoroute de Normandie). Son nom vient de la proximité d'un ancien moulin banal.
Créé en 1985 à l'initiative de la mairie communiste de l'époque et actuellement propriété de la commune, cet espace vert s'étend sur 17 hectares et comporte un étang d'une surface de 1,29 hectare alimenté par le ru d'Orgeval, deux îles artificielles mesurant chacune environ 210 m2, un terrain de jeux, un colombier, une cascade, un jardin et une statue représentant un Nageur. La butte artificielle qui le domine date de 1988 ; de ses 60 mètres de haut environ, elle constitue désormais le point culminant de la ville des Mureaux.
Il s'y déroule de nombreux événements dont :
- des festivals (festival du cirque, festival Mosaïk)
- des championnats sportifs (cyclo-cross, VTT, moto-cross, pêche…)

Depuis 2003, le parc est inscrit au pré-inventaire du patrimoine culturel.

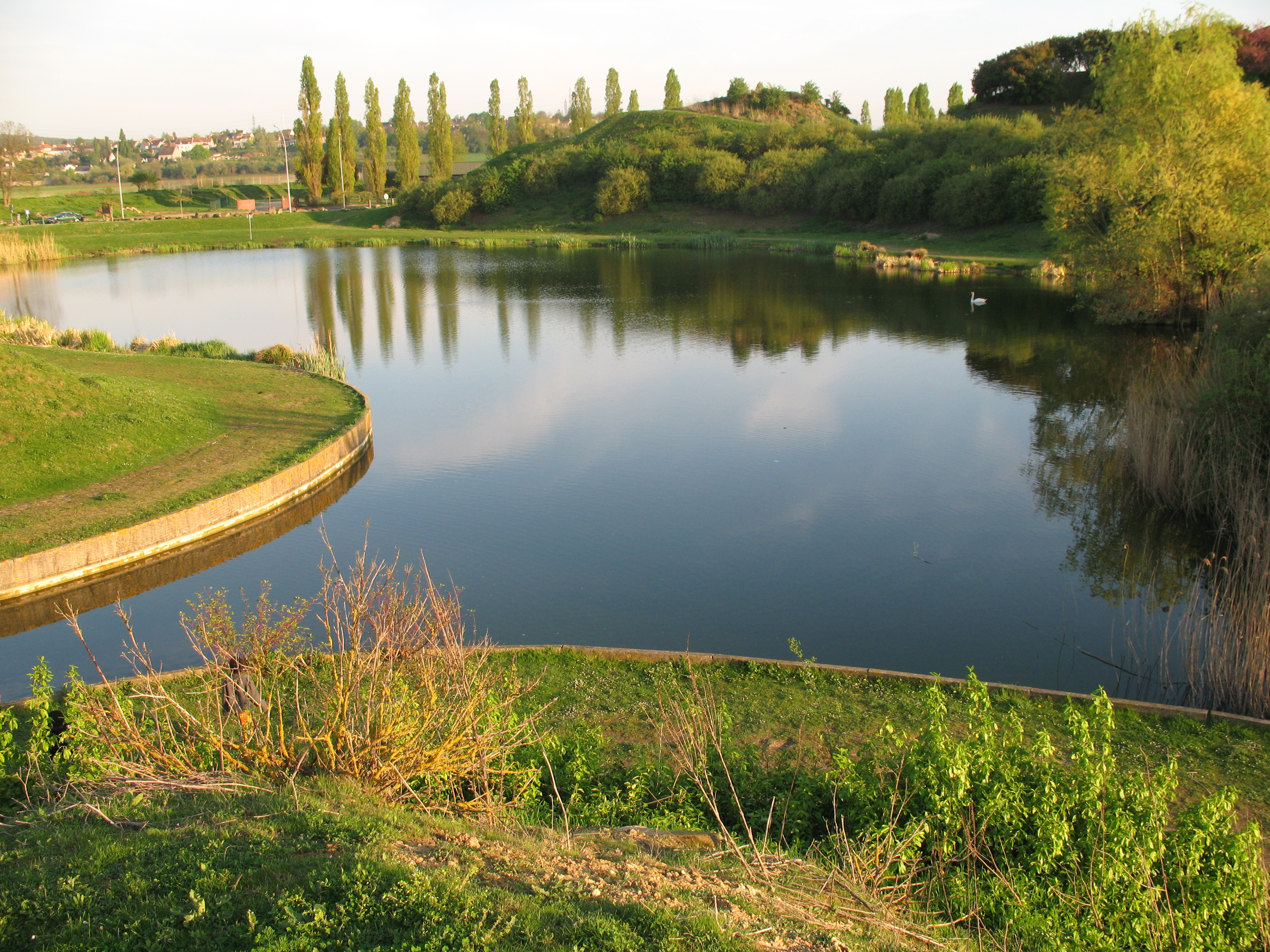
L'étang et la butte
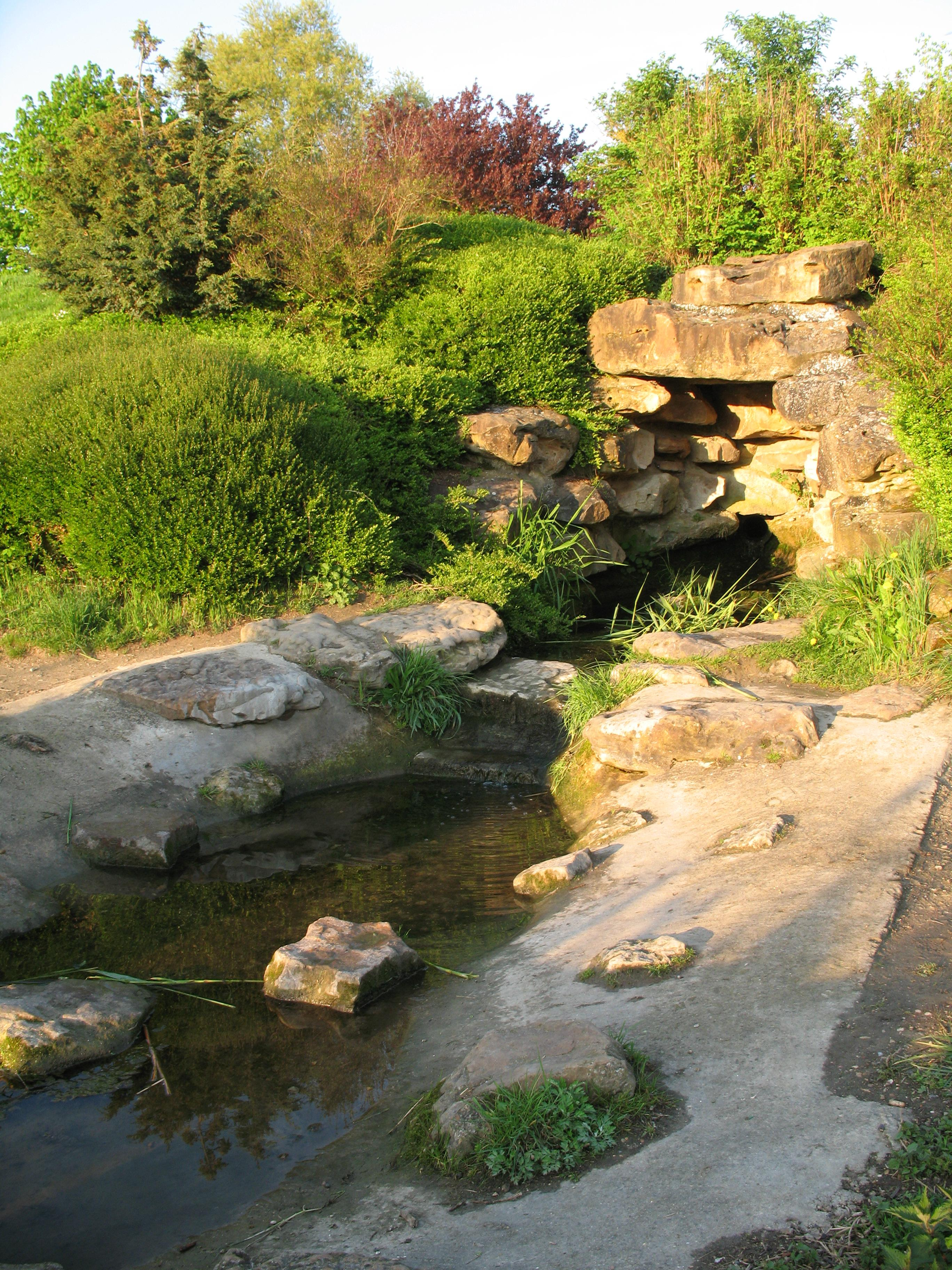
Alimentation de l'étang
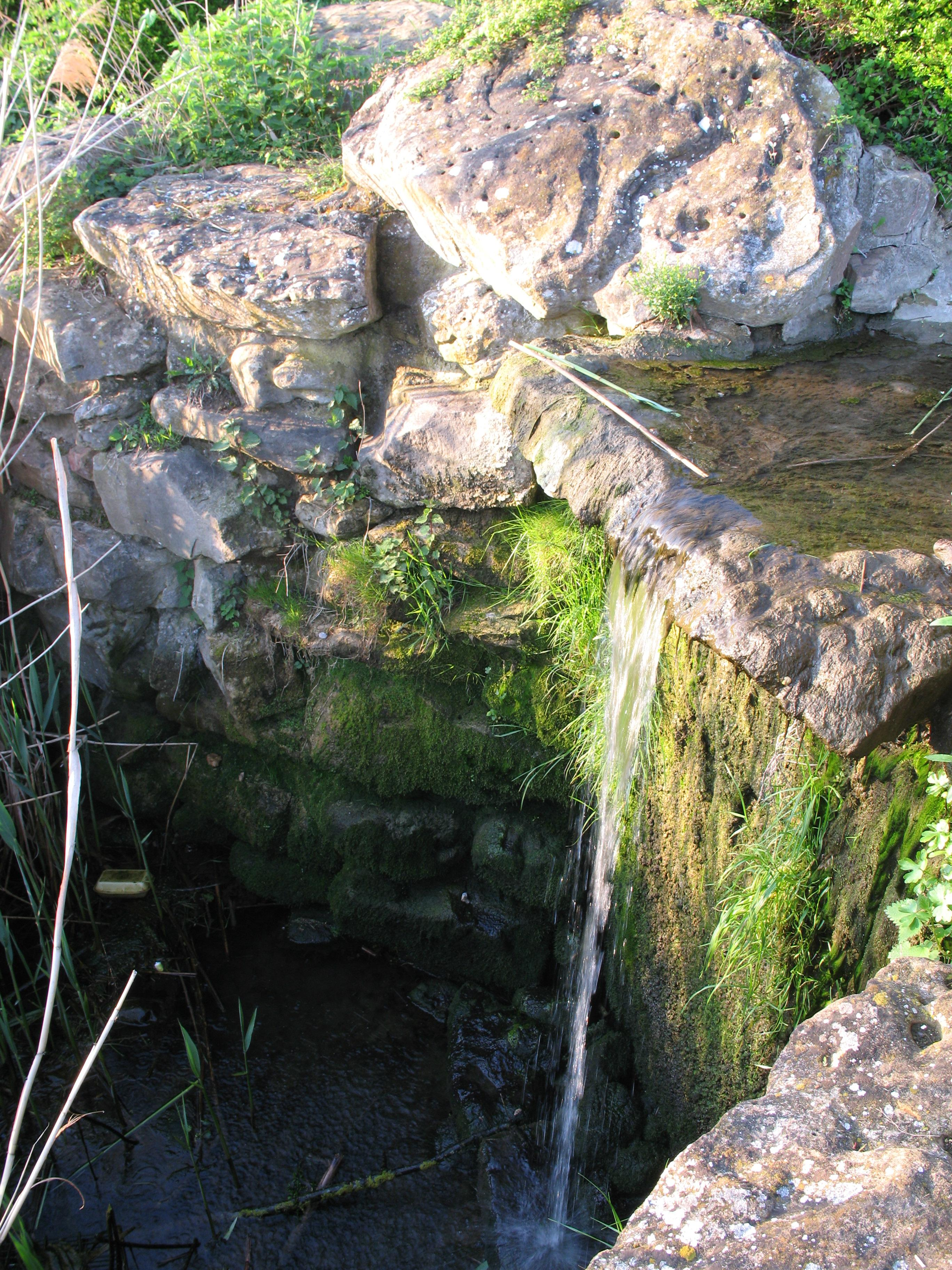
La cascade
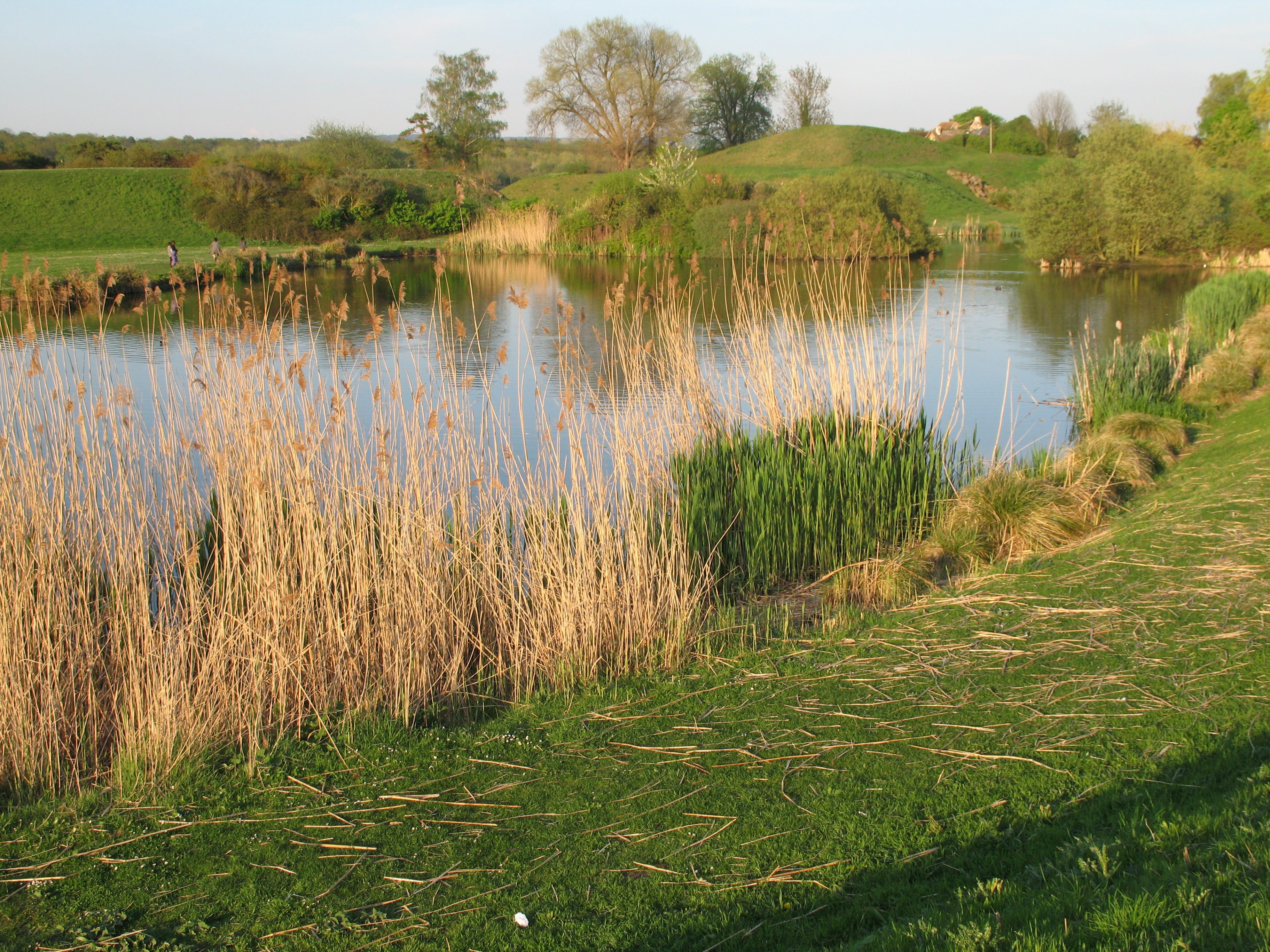
Au bord de l'étang
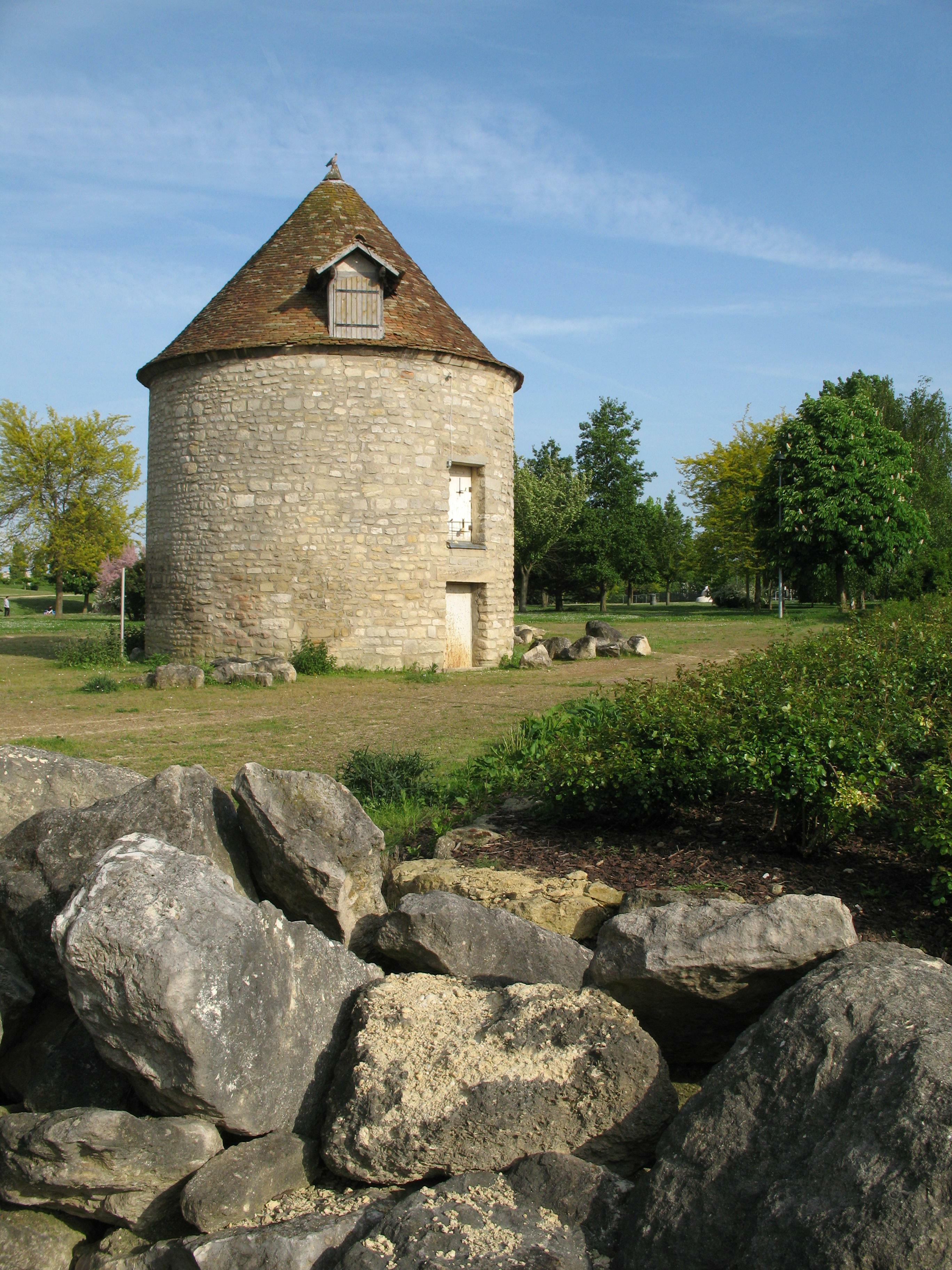
Le colombier
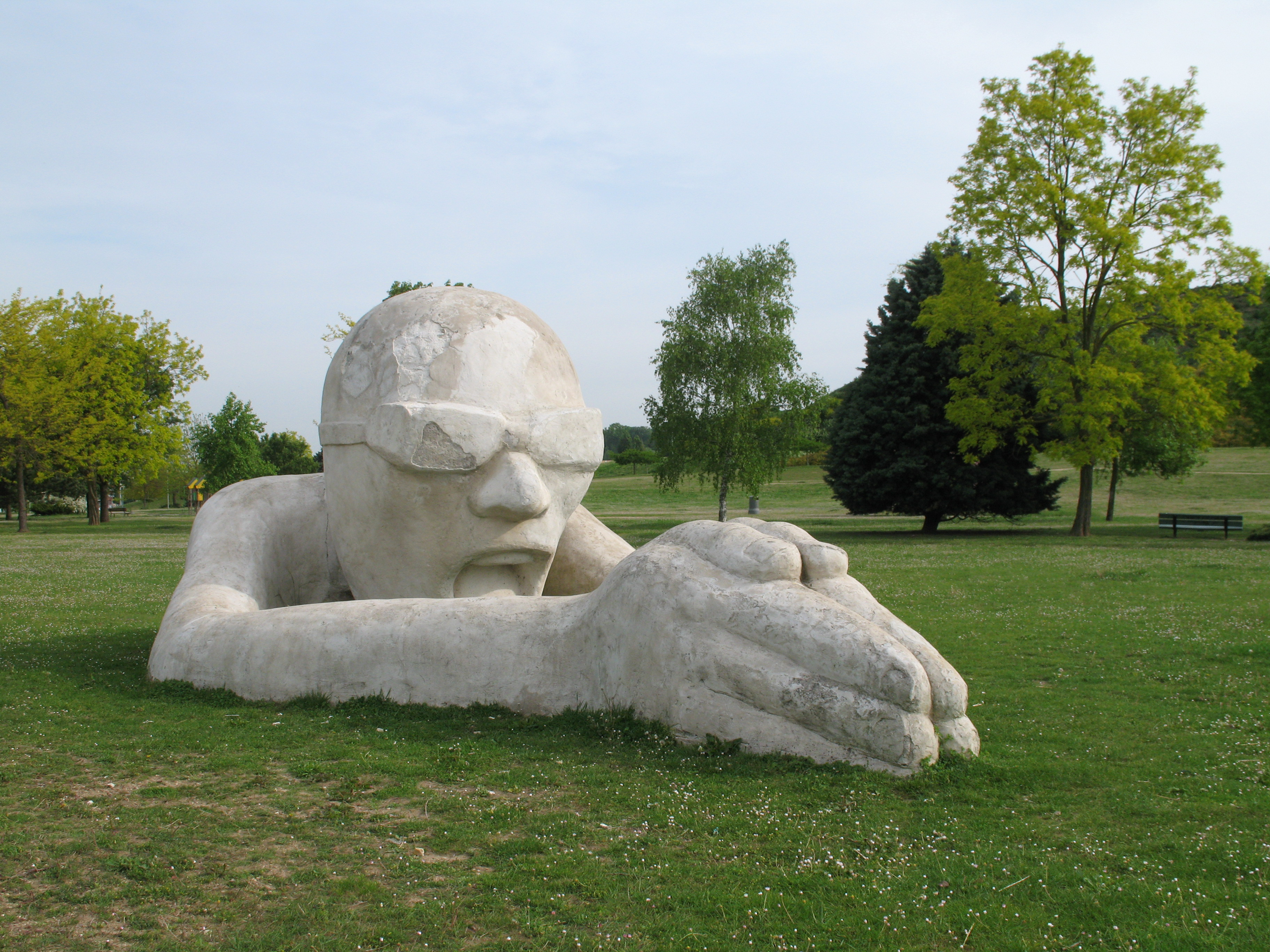
Le Nageur
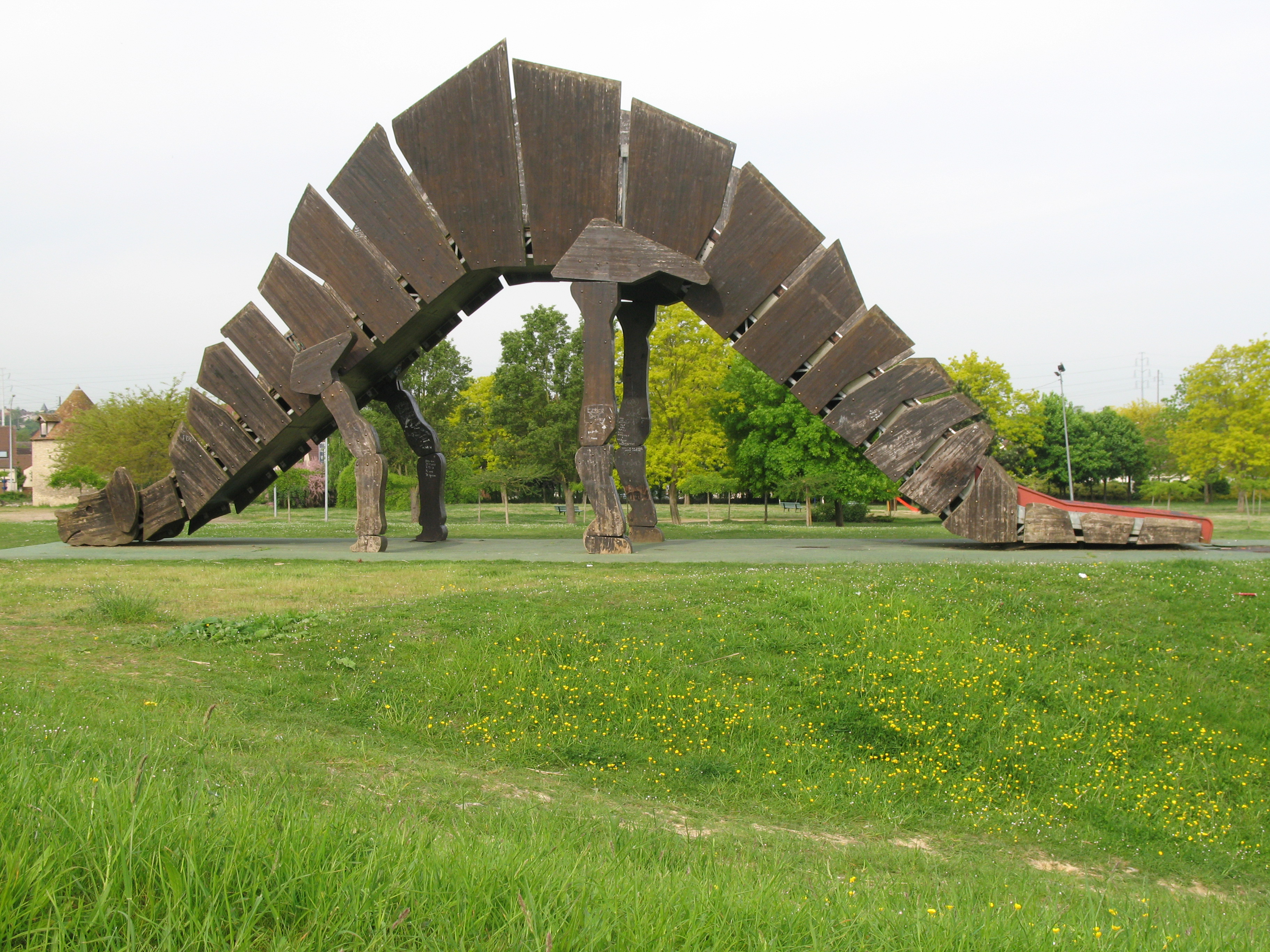
Une aire de jeux
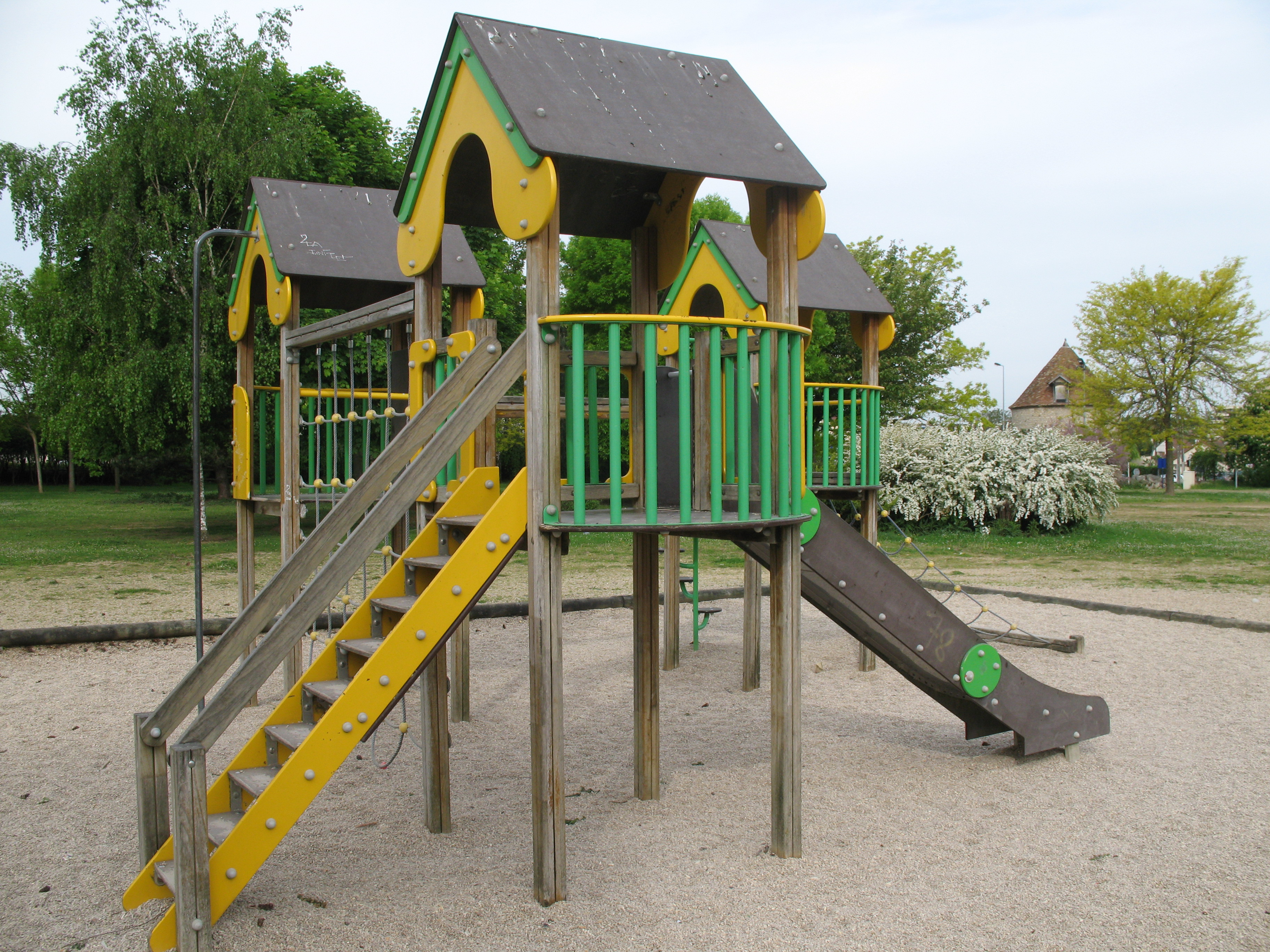
Une autre aire de jeux